# Élections législatives de 1967 dans le Calvados
Les élections législatives françaises de 1967 se déroulent les 5 et 12 mars 1967. Dans le département du Calvados, cinq députés sont à élire dans le cadre de cinq circonscriptions.

## Élus
| Circonscription | Député sortant                             | Parti | Parti   | Député élu ou réélu | Parti | Parti |
| --------------- | ------------------------------------------ | ----- | ------- | ------------------- | ----- | ----- |
| 1re             | Henri-François Buot                        |       | UNR-UDT | Henri-François Buot |       | UD-Ve |
| 2e              | Robert Bisson                              |       | UNR-UDT | Robert Bisson       |       | UD-Ve |
| 3e              | André Plantain suppléant d'Edmond Duchesne |       | RI      | Michel d'Ornano     |       | RI    |
| 4e              | Raymond Triboulet                          |       | UNR-UDT | Raymond Triboulet   |       | UD-Ve |
| 5e              | André Halbout                              |       | UNR-UDT | Marcel Restout      |       | CD    |

## Résultats

### Résultats à l'échelle du département
| Parti          | Parti                                           | Premier tour | Premier tour | Second tour | Second tour | Sièges |
| Parti          | Parti                                           | Voix         | %            | Voix        | %           | Sièges |
| -------------- | ----------------------------------------------- | ------------ | ------------ | ----------- | ----------- | ------ |
|                | Union des démocrates pour la Ve République      | 88 352       | 39,44        | 71 038      | 39,18       | 3      |
|                | Républicains indépendants                       | 21 271       | 9,50         | 24 355      | 13,43       | 1      |
|                | Union des républicains de progrès               | 109 623      | 48,94        | 95 393      | 52,61       | 4      |
|                |                                                 |              |              |             |             |        |
|                | Section française de l'Internationale ouvrière  | 16 799       | 7,50         | Retrait     | Retrait     | 0      |
|                | Convention des institutions républicaines       | 5 459        | 2,44         | Retrait     | Retrait     | 0      |
|                | Fédération de la gauche démocrate et socialiste | 22 258       | 9,94         |             |             | 0      |
|                |                                                 |              |              |             |             |        |
|                | Parti communiste français                       | 42 383       | 18,92        | 52 849      | 29,15       | 0      |
|                | Progrès et démocratie moderne                   | 41 357       | 18,46        | 33 083      | 18,25       | 1      |
|                | Parti socialiste unifié                         | 8 394        | 3,75         |             |             | 0      |
|                |                                                 |              |              |             |             |        |
| Inscrits       | Inscrits                                        | 284 228      | 100,00       | 243 033     | 100,00      | 5      |
| Abstentions    | Abstentions                                     | 54 547       | 19,19        | 56 382      | 23,2        |        |
| Votants        | Votants                                         | 229 681      | 80,81        | 186 651     | 76,8        |        |
| Blancs et nuls | Blancs et nuls                                  | 5 666        | 2,47         | 5 326       | 2,85        |        |
| Exprimés       | Exprimés                                        | 224 015      | 97,53        | 181 325     | 97,15       |        |

### Résultats par circonscription

#### Première circonscription (Caen)
| Candidat       | Candidat                          | Parti          | Premier tour | Premier tour | Second tour | Second tour |  |
| Candidat       | Candidat                          | Parti          | Voix         | %            | Voix        | %           |  |
| -------------- | --------------------------------- | -------------- | ------------ | ------------ | ----------- | ----------- |  |
|                | Henri-François Buot sortant réélu | UD-Ve          | 32 419       | 47,27        | 33 749      | 52,16       |  |
|                | Jacques Bayon                     | PCF            | 12 831       | 18,71        | 22 561      | 34,87       |  |
|                | Max-André Brier                   | FGDS (SFIO)    | 10 026       | 14,62        | Retrait     | Retrait     |  |
|                | Bernard Nolot                     | CD (PDM)       | 8 942        | 13,04        | 8 397       | 12,98       |  |
|                | Jean Petite                       | PSU            | 4 359        | 6,36         |             |             |  |
|                |                                   |                |              |              |             |             |  |
| Inscrits       | Inscrits                          | Inscrits       | 87 616       | 100,00       | 87 613      | 100,00      |  |
| Abstentions    | Abstentions                       | Abstentions    | 17 603       | 20,09        | 21 513      | 24,55       |  |
| Votants        | Votants                           | Votants        | 70 013       | 79,91        | 66 100      | 75,45       |  |
| Blancs et nuls | Blancs et nuls                    | Blancs et nuls | 1 436        | 2,05         | 1 393       | 2,11        |  |
| Exprimés       | Exprimés                          | Exprimés       | 68 577       | 97,95        | 64 707      | 97,89       |  |

#### Deuxième circonscription (Falaise - Lisieux)
| Candidat       | Candidat                    | Parti          | Premier tour | Premier tour | Second tour | Second tour |  |
| Candidat       | Candidat                    | Parti          | Voix         | %            | Voix        | %           |  |
| -------------- | --------------------------- | -------------- | ------------ | ------------ | ----------- | ----------- |  |
|                | Robert Bisson sortant réélu | UD-Ve          | 19 185       | 48,44        | 19 392      | 52,06       |  |
|                | Arnault de Rouville         | CD (PDM)       | 7 003        | 17,68        | 6 447       | 17,31       |  |
|                | René Brosseau               | PCF            | 6 523        | 16,47        | 11 409      | 30,63       |  |
|                | Roger Girard                | FGDS (CIR)     | 5 459        | 13,78        | Retrait     | Retrait     |  |
|                | Maurice Combes              | PSU            | 1 432        | 3,62         |             |             |  |
|                |                             |                |              |              |             |             |  |
| Inscrits       | Inscrits                    | Inscrits       | 50 716       | 100,00       | 50 719      | 100,00      |  |
| Abstentions    | Abstentions                 | Abstentions    | 9 925        | 19,57        | 12 619      | 24,88       |  |
| Votants        | Votants                     | Votants        | 40 791       | 80,43        | 38 100      | 75,12       |  |
| Blancs et nuls | Blancs et nuls              | Blancs et nuls | 1 189        | 2,91         | 852         | 2,24        |  |
| Exprimés       | Exprimés                    | Exprimés       | 39 602       | 97,09        | 37 248      | 97,76       |  |

#### Troisième circonscription (Pont-l'Évêque)
| Candidat       | Candidat            | Parti          | Premier tour | Premier tour | Second tour | Second tour |  |
| Candidat       | Candidat            | Parti          | Voix         | %            | Voix        | %           |  |
| -------------- | ------------------- | -------------- | ------------ | ------------ | ----------- | ----------- |  |
|                | Michel d'Ornano élu | RI             | 21 271       | 47,13        | 24 355      | 56,33       |  |
|                | André Lenormand     | PCF            | 15 114       | 33,49        | 18 879      | 43,67       |  |
|                | Pierre Fauchon      | CD (PDM)       | 6 148        | 13,62        | Retrait     | Retrait     |  |
|                | Robert Bourdon      | PSU            | 2 603        | 5,77         |             |             |  |
|                |                     |                |              |              |             |             |  |
| Inscrits       | Inscrits            | Inscrits       | 56 815       | 100,00       | 56 815      | 100,00      |  |
| Abstentions    | Abstentions         | Abstentions    | 10 798       | 19,01        | 11 929      | 21          |  |
| Votants        | Votants             | Votants        | 46 017       | 80,99        | 44 886      | 79          |  |
| Blancs et nuls | Blancs et nuls      | Blancs et nuls | 881          | 1,91         | 1 652       | 3,68        |  |
| Exprimés       | Exprimés            | Exprimés       | 45 136       | 98,09        | 43 234      | 96,32       |  |

#### Quatrième circonscription (Bayeux)
|                | Raymond Triboulet sortant réélu | UD-Ve          | 18 535 | 56,56  |  |  |  |
|                | Monique Corblet                 | CD (PDM)       | 6 514  | 19,88  |  |  |  |
|                | Georges Fauvel                  | PCF            | 4 294  | 13,1   |  |  |  |
|                | Gaston Moutet                   | FGDS (SFIO)    | 3 427  | 10,46  |  |  |  |
|                |                                 |                |        |        |  |  |  |
| Inscrits       | Inscrits                        | Inscrits       | 41 211 | 100,00 |  |  |  |
| Abstentions    | Abstentions                     | Abstentions    | 7 515  | 18,24  |  |  |  |
| Votants        | Votants                         | Votants        | 33 696 | 81,76  |  |  |  |
| Blancs et nuls | Blancs et nuls                  | Blancs et nuls | 926    | 2,75   |  |  |  |
| Exprimés       | Exprimés                        | Exprimés       | 32 770 | 97,25  |  |  |  |

#### Cinquième circonscription (Vire)
| Candidat       | Candidat              | Parti          | Premier tour | Premier tour | Second tour | Second tour |  |
| Candidat       | Candidat              | Parti          | Voix         | %            | Voix        | %           |  |
| -------------- | --------------------- | -------------- | ------------ | ------------ | ----------- | ----------- |  |
|                | André Halbout sortant | UD-Ve          | 18 213       | 48,02        | 17 897      | 49,53       |  |
|                | Marcel Restout élu    | CD (PDM)       | 12 750       | 33,61        | 18 239      | 50,47       |  |
|                | André Fabre           | PCF            | 3 621        | 9,55         |             |             |  |
|                | René Le Roy           | FGDS (SFIO)    | 3 346        | 8,82         |             |             |  |
|                |                       |                |              |              |             |             |  |
| Inscrits       | Inscrits              | Inscrits       | 47 870       | 100,00       | 47 886      | 100,00      |  |
| Abstentions    | Abstentions           | Abstentions    | 8 706        | 18,19        | 10 321      | 21,55       |  |
| Votants        | Votants               | Votants        | 39 164       | 81,81        | 37 565      | 78,45       |  |
| Blancs et nuls | Blancs et nuls        | Blancs et nuls | 1 234        | 3,15         | 1 429       | 3,8         |  |
| Exprimés       | Exprimés              | Exprimés       | 37 930       | 96,85        | 36 136      | 96,2        |  |